# Adam Malik
Adam Malik (født 22. juli 1917 i Pematang Siantar, Nordsumatra, død 5. september 1984 i Bandung, Vestjava, Indonesien) var en indonesisk journalist og politiker.
Malik blev fængslet af hollænderne i 1930'erne for sin modstand mod kolonimagten. Han stod Sukarno nær og medvirkede til uafhængighedserklæringen i 1945. Han deltog på forskellige poster i flere regeringer efter selvstændigheden og var også ambassadør i Sovjetunionen og Polen. Malik ledede forhandlingerne i 1962 om den vestlige del af Ny Guinea (Papua), som ledte til områdets indlemmelse i Indonesien. Efter Sukarnos fald var han fra 1966-77 udenrigsminister og fra 1971-72 formand for FN's generalforsamling. Fra 1978-83 var Malik Indonesiens vicepræsident.